# Сынек, Ондржей
Ондржей Сынек (чеш. Ondřej Synek, род. 13 октября 1982[…], Брандис-над-Лабем-Стара-Болеслав или Брандис-над-Лабем) — чешский гребец (академическая гребля), трёхкратный призёр Олимпийских игр в заездах одиночек, многократный чемпион мира и Европы.

## Спортивная биография
Заниматься академической греблей Ондржей начал в 1995 году. В 2000 году Сынек стал бронзовым призёром юниорского чемпионата мира в составе парной двойки. На взрослом уровне первым крупным успехом в карьере молодого чешского гребца стала бронза на чемпионате мира в Милане.
В 2004 году Сынек принял участие в летних Олимпийских играх в Афинах. В соревнованиях парных двоек Ондржей вместе с Миланом Долечеком пробились в финал, но заняли там только пятое место. После окончания игр Ондржей стал участвовать в соревнованиях одиночек. Следующие три чемпионата мира Сынек неизменно попадал в тройку призёров. В 2005 и 2006 годах чешский гребец завоёвывал бронзу мировых первенств, а в 2007 году выиграл серебряную медаль.
В 2008 году Ондржей во второй раз принял участие в летних Олимпийских играх. В соревнованиях одиночек Сынек уверенно преодолел предварительные раунды, победив во всех заездах, и вышел в финал. В решающем заплыве Ондржей всего 0,8 с уступил действующему олимпийскому чемпиону норвежцу Олафу Туфте и завоевал серебряную медаль игр. В 2010 году Сынек впервые в карьере стал чемпионом мира, победив в соревнованиях одиночек.
В 2012 году Сынек вновь выступил на летних Олимпийских играх. В соревнованиях одиночек чешский гребец, как и четыре года назад, стал серебряным призёром игр. Первое место занял новозеландский гребец Махе Драйсдейл, а третьим к финишу пришёл британец Алан Кэмпбелл, причём этот результат повторил итоговое распределение мест на чемпионате мира 2011 года.
В 2014 году Ондржей принял участие в чемпионате мира и выиграл его.

## Личная жизнь
Жена — Павла, дочь — Алиса.